# Mistrzostwa Świata w Koszykówce Mężczyzn 2014/Grupa D

## Wyniki

### 1 kolejka
| 30 sierpnia 201412:30 | Angola                                                          | 80:69(16:6, 20:12, 16:30, 28:21) | Korea Południowa                                           | Palacio Multiusos de Gran Canaria, Gran Canaria Sędzia: Elias Koromilas, Sreten Radović, Luis Roberto Vazquez |
| 30 sierpnia 201412:30 | Pkt:Olimpio Cipriano 16 Zb:Yanick Moreira 10 As:Armando Costa 6 | 80:69(16:6, 20:12, 16:30, 28:21) | Pkt:Kim Sun-hyung 15 Zb:Yang Hee-jong 5 As:Kim Sun-hyung 5 | Palacio Multiusos de Gran Canaria, Gran Canaria Sędzia: Elias Koromilas, Sreten Radović, Luis Roberto Vazquez |

| 30 sierpnia 201416:30 | Australia                                                    | 80:90(19:27, 24:22, 17:20, 20:21) | Słowenia                                                | Palacio Multiusos de Gran Canaria, Gran Canaria Sędzia: Steven Anderson, Reynaldo Mercedes, Eddie Viator |
| 30 sierpnia 201416:30 | Pkt:Aron Baynes 21 Zb:Aron Baynes 7 As:Matthew Dellavedova 5 | 80:90(19:27, 24:22, 17:20, 20:21) | Pkt:Goran Dragić 21 Zb:Goran Dragić 7 As:Goran Dragić 4 | Palacio Multiusos de Gran Canaria, Gran Canaria Sędzia: Steven Anderson, Reynaldo Mercedes, Eddie Viator |

| 30 sierpnia 201419:00 | Meksyk                                                      | 74:87(27:22, 14:23, 12:22, 21:20) | Litwa                                                               | Palacio Multiusos de Gran Canaria, Gran Canaria Sędzia: Marcos Benito, Robert Lottermoser, Kingsley Ojeaburu |
| 30 sierpnia 201419:00 | Pkt:Francisco Cruz 21 Zb:Gustavo Ayón 6 As:Francisco Cruz 4 | 74:87(27:22, 14:23, 12:22, 21:20) | Pkt:Jonas Mačiulis 19 Zb:Jonas Valančiūnas 5 As:Renaldis Seibutis 5 | Palacio Multiusos de Gran Canaria, Gran Canaria Sędzia: Marcos Benito, Robert Lottermoser, Kingsley Ojeaburu |

### 2 kolejka
| 31 sierpnia 201412:30 | Korea Południowa                                        | 55:89(17:26, 12:18, 12:22, 14:23) | Australia                                                    | Palacio Multiusos de Gran Canaria, Gran Canaria Sędzia: Eddie Viator, Steven Anderson, Kingsley Ojeaburu |
| 31 sierpnia 201412:30 | Pkt:Kim Sun-hyung 13 Zb:Oh Se-keun 4 As:Park Chan-hee 4 | 55:89(17:26, 12:18, 12:22, 14:23) | Pkt:Joe Ingles 17 Zb:Aron Baynes 10 As:Matthew Dellavedova 8 | Palacio Multiusos de Gran Canaria, Gran Canaria Sędzia: Eddie Viator, Steven Anderson, Kingsley Ojeaburu |

| 31 sierpnia 201416:30 | Słowenia                                             | 89:68(24:18, 22:19, 19:13, 24:18) | Meksyk                                                        | Palacio Multiusos de Gran Canaria, Gran Canaria Sędzia: Marcos Benito, Elias Koromilas, Robert Lottermoser |
| 31 sierpnia 201416:30 | Pkt:Zoran Dragić 22 Zb:Edo Murić 4 As:Goran Dragić 6 | 89:68(24:18, 22:19, 19:13, 24:18) | Pkt:Gustavo Ayón 23 Zb:Héctor Hernàndez 5 As:Francisco Cruz 4 | Palacio Multiusos de Gran Canaria, Gran Canaria Sędzia: Marcos Benito, Elias Koromilas, Robert Lottermoser |

| 31 sierpnia 201419:00 | Litwa                                                                    | 75:62(23:22, 15:13, 25:14, 12:13) | Angola                                                          | Palacio Multiusos de Gran Canaria, Gran Canaria Sędzia: Reynaldo Mercedes, Yevgeniy Mikheyev, Luis Roberto Vazquez |
| 31 sierpnia 201419:00 | Pkt:Donatas Motiejūnas 12 Zb:Jonas Valančiūnas 13 As:Renaldis Seibutis 4 | 75:62(23:22, 15:13, 25:14, 12:13) | Pkt:Eduardo Mingas 14 Zb:Eduardo Mingas 9 As:Olimpio Cipriano 3 | Palacio Multiusos de Gran Canaria, Gran Canaria Sędzia: Reynaldo Mercedes, Yevgeniy Mikheyev, Luis Roberto Vazquez |

### 3 kolejka
| 2 września 201412:30 | Angola                                                            | 55:79(20:15, 15:21, 10:21, 10:22) | Meksyk                                                             | Palacio Multiusos de Gran Canaria, Gran Canaria Sędzia: Sreten Radovic, Elias Koromilas, Eddie Viator |
| 2 września 201412:30 | Pkt:Joaquim, Moreira po 13 Zb:Yanick Moreira 9 As:Milton Barros 3 | 55:79(20:15, 15:21, 10:21, 10:22) | Pkt:Héctor Hernàndez 24 Zb:Gustavo Ayón 12 As:Ayón, Gutierrez po 3 | Palacio Multiusos de Gran Canaria, Gran Canaria Sędzia: Sreten Radovic, Elias Koromilas, Eddie Viator |

| 2 września 201416:30 | Australia                                          | 82:75(30:20, 17:8, 15:28, 20:19) | Litwa                                                                  | Palacio Multiusos de Gran Canaria, Gran Canaria Sędzia: Reynaldo Mercedes, Marcos Benito, Luis Roberto Vazquez |
| 2 września 201416:30 | Pkt:Joe Ingles 18 Zb:Aron Baynes 6 As:Joe Ingles 4 | 82:75(30:20, 17:8, 15:28, 20:19) | Pkt:Renaldis Seibutis 21 Zb:Jonas Valančiūnas 6 As:Renaldis Seibutis 3 | Palacio Multiusos de Gran Canaria, Gran Canaria Sędzia: Reynaldo Mercedes, Marcos Benito, Luis Roberto Vazquez |

| 2 września 201419:00 | Korea Południowa                                           | 72:89(21:19, 18:21, 17:30, 16:19) | Słowenia                                              | Palacio Multiusos de Gran Canaria, Gran Canaria Sędzia: Steven Anderson, Robert Lottermoser, Yevgeniy Mikheyev |
| 2 września 201419:00 | Pkt:Lee Jong-hyun 12 Zb:Kim Sun-hyung 6 As:Moon Tae-jong 3 | 72:89(21:19, 18:21, 17:30, 16:19) | Pkt:Goran Dragić 22 Zb:Alen Omić 11 As:Goran Dragić 4 | Palacio Multiusos de Gran Canaria, Gran Canaria Sędzia: Steven Anderson, Robert Lottermoser, Yevgeniy Mikheyev |

### 4 kolejka
| 3 września 201412:30 | Meksyk                                                    | 62:70(19:22, 13:11, 13:26, 17:11) | Australia                                              | Palacio Multiusos de Gran Canaria, Gran Canaria Sędzia: Sreten Radovic, Robert Lottermoser, Luis Roberto Vazquez |
| 3 września 201412:30 | Pkt:Gustavo Ayón 11 Zb:Gustavo Ayón 9 As:Orlando Mendez 5 | 62:70(19:22, 13:11, 13:26, 17:11) | Pkt:Aron Baynes 21 Zb:David Andersen 7 As:Joe Ingles 5 | Palacio Multiusos de Gran Canaria, Gran Canaria Sędzia: Sreten Radovic, Robert Lottermoser, Luis Roberto Vazquez |

| 3 września 201416:30 | Słowenia                                                | 93:87(17:17, 27:26, 21:23, 28:21) | Angola                                                     | Palacio Multiusos de Gran Canaria, Gran Canaria Sędzia: Eddie Viator, Reynaldo Mercedes, Kingsley Ojeaburu |
| 3 września 201416:30 | Pkt:Domen Lorbek 17 Zb:Zoran Dragić 7 As:Domen Lorbek 4 | 93:87(17:17, 27:26, 21:23, 28:21) | Pkt:Roberto Fortes 21 Zb:Reggie Moore 6 As:Armando Costa 6 | Palacio Multiusos de Gran Canaria, Gran Canaria Sędzia: Eddie Viator, Reynaldo Mercedes, Kingsley Ojeaburu |

| 3 września 201419:00 | Litwa                                                                  | 79:49(17:19, 22:10, 18:4, 22:16) | Korea Południowa                                      | Palacio Multiusos de Gran Canaria, Gran Canaria Sędzia: Elias Koromilas, Steven Anderson, Yevgeniy Mikheyev |
| 3 września 201419:00 | Pkt:Adas Juškevičius 20 Zb:Jonas Valančiūnas 8 As:Donatas Motiejūnas 5 | 79:49(17:19, 22:10, 18:4, 22:16) | Pkt:Moon Tae-jong 15 Zb:Lee, Oh po 4 As:Kim Tae-sul 4 | Palacio Multiusos de Gran Canaria, Gran Canaria Sędzia: Elias Koromilas, Steven Anderson, Yevgeniy Mikheyev |

### 5 kolejka
| 4 września 201412:30 | Australia                                                 | 83:91(22:17, 20:12, 23:34, 18:28) | Angola                                                        | Palacio Multiusos de Gran Canaria, Gran Canaria Sędzia: Sreten Radovic, Robert Lottermoser, Yevgeniy Mikheyev |
| 4 września 201412:30 | Pkt:Chris Goulding 22 Zb:Chris Goulding 6 As:Dante Exum 6 | 83:91(22:17, 20:12, 23:34, 18:28) | Pkt:Yanick Moreira 38 Zb:Yanick Moreira 15 As:Armando Costa 6 | Palacio Multiusos de Gran Canaria, Gran Canaria Sędzia: Sreten Radovic, Robert Lottermoser, Yevgeniy Mikheyev |

| 4 września 201416:30 | Korea Południowa                                          | 71:87(11:18, 19:22, 17:21, 24:26) | Meksyk                                                                   | Palacio Multiusos de Gran Canaria, Gran Canaria Sędzia: Marcos Benito, Kingsley Ojeaburu, Luis Roberto Vazquez |
| 4 września 201416:30 | Pkt:Moon Tae-jong 16 Zb:Yang Hee-jong 5 As:Yang, Cho po 4 | 71:87(11:18, 19:22, 17:21, 24:26) | Pkt:Héctor Hernàndez 16 Zb:Héctor Hernàndez 11 As:Gutierrez, Mendez po 4 | Palacio Multiusos de Gran Canaria, Gran Canaria Sędzia: Marcos Benito, Kingsley Ojeaburu, Luis Roberto Vazquez |

| 4 września 201420:30 | Litwa                                                                   | 67:64(22:24, 14:20, 19:18, 12:2) | Słowenia                                             | Palacio Multiusos de Gran Canaria, Gran Canaria Sędzia: Steven Anderson, Elias Koromilas, Eddie Viator |
| 4 września 201420:30 | Pkt:Jonas Valančiūnas 12 Zb:Dariusz Ławrynowicz 8 As:Adas Juškevičius 3 | 67:64(22:24, 14:20, 19:18, 12:2) | Pkt:Domen Lorbek 14 Zb:Alen Omić 8 As:Goran Dragić 4 | Palacio Multiusos de Gran Canaria, Gran Canaria Sędzia: Steven Anderson, Elias Koromilas, Eddie Viator |